# Mauensee (gmina)
Mauensee – miejscowość i gmina w środkowej Szwajcarii, w kantonie Lucerna, w okręgu Sursee. Leży nad jeziorem Mauensee.

## Demografia
W Mauensee mieszka 1 538 osób. W 2021 roku 9,2% populacji gminy stanowiły osoby urodzone poza Szwajcarią. 

## Transport
Przez teren gminy przebiega droga główna nr 23. 